# Alloclubionoides meniscatus
Alloclubionoides meniscatus là một loài nhện trong họ Amaurobiidae.
Loài này thuộc chi Alloclubionoides. Alloclubionoides meniscatus được miêu tả năm 1991 bởi Zhu & Jia-Fu Wang.